# Jean de Champbaudon
Jean de Champbaudon, conseiller du roi et prévôt de Paris et maire. 
Jean de Champbaudon était un conseiller du roi Saint-Louis. Il était connu pour sa droiture et comme une personnalité intègre.
En 1246, il était prévôt de Crépy-en-Valois.
En 1257, il devient maire de Montreuil dans le Pas-de-Calais.
En 1258, Saint-Louis fait appel à lui pour le poste de prévôt de Paris dont il a l'intention d'en modifier les statuts, dévoyés avec le temps, par une réforme administrative qu'il mettra en route au retour de la Septième croisade en 1260. Il remplace Étienne Boileau qui officia que quelques mois, mais que Saint-Louis renommera pour mettre en place sa réforme, au retour de la Croisade.
En 1261, n'étant plus prévôt de Paris depuis 1260, il est nommé administrateur de la ville de Compiègne.
En 1262, la population de Crépy-en-Valois réclame son retour en tant que maire de la cité et Saint-Louis l'envoie pour diriger le "gouvernement communal" de Crépy.

## Sources
- (en) Communal Administration in France, 1257-1270 : Problems Discovered and Solutions Imposed